# მ
Mani (asomtavruli Ⴋ, nuskuri ⴋ, mkhedruli მ, mtavruli Მ) là chữ cái thứ 13 trong bảng chữ cái Gruzia.
Trong hệ thống chữ số Gruzia, მ có giá trị là 40.
მ thường đại diện cho âm mũi môi-môi hữu thanh Lỗi Lua trong Mô_đun:IPA tại dòng 52: invalid option '%T' to 'format'., giống như cách phát âm của ⟨m⟩ trong "mine".

## Chữ cái
| asomtavruli | nuskuri | mkhedruli |
| ----------- | ------- | --------- |
|             |         |           |

## Mã hóa máy tính
| asomtavruli | nuskuri | mkhedruli |
| ----------- | ------- | --------- |
| U+10AB      | U+2D0B  | U+10DB    |

## Chữ nổi
| mkhedruli |
| --------- |
|           |